# Anthrenus malkini
Anthrenus malkini is een keversoort uit de familie spektorren (Dermestidae). De wetenschappelijke naam van de soort werd in 1980 gepubliceerd door Mroczkowski.